# 厄瓜多爾瓜亞基爾聖殿
厄瓜多爾瓜亞基爾聖殿（Templo de Guayaquil Ecuador）是耶稣基督后期圣徒教会的第58座圣殿，位于厄瓜多尔瓜亞基爾。厄瓜多爾瓜亞基爾聖殿在1996点动工，1999年6月23日至7月17日对公众开放参观，并在1999年8月1日至2日奉献。圣殿面积45,000平方英尺（4,181平方米）。

## 补充阅读
- , Church News, August 17, 1996[]
- , Church News, July 10, 1999[]
- Hart, John L., , Church News, August 7, 1999[]
- , Church News, August 7, 1999[]